# Bruno Poelke
Bruno Poelke (* 25. Juli 1883 in Osterode, Ostpreußen; † 9. August 1975 in Frankfurt am Main) war ein deutscher Luftfahrtpionier aus Frankfurt am Main. Poelke war zusammen mit den Brüdern Wright in Amerika, einigen Franzosen und Otto Lilienthal einer der ersten, die Flugapparate konstruierten.

## Biografie
Poelke hatte sich in Königsberg in allen technischen Fächern gründlich ausbilden lassen und versuchte 1900 zum ersten Mal mit einem Modell von zwei Metern Spannweite mit Schlagflügeln, die sich bei der Aufwärtsbewegung jalousieartig öffneten, zu fliegen.
Poelke kam 1902 nach Frankfurt. 1908 gründete er eine Flugzeugwerkstatt und konstruierte motorlose Flugapparate. Carl Oskar Ursinus war ihm dabei behilflich und er wagte im gleichen Jahr, mit einem Gleiter den ersten wirklichen Luftsprung vom vier Meter hohen Kuhwald-Bahndamm, dort wo heute noch der Zeppelingedenkstein steht. Er schwebte mit dem Apparat zehn Meter weit und setzte anschließend den Gleiter hart auf, wobei dieser zu Bruch ging. Man nannte ihn in fortan in Frankfurt auch den „Adler vom Kuhwald“.
Internationales Aufsehen erregte Poelke 1909 auf der ersten Internationalen Luftfahrtausstellung, die im Kuhwald (heutiges Rebstock) stattfand. Poelke erreichte bei einem Flugversuch vom Gleitflughügel am 9. Juli 1909, dem Tag vor der offiziellen Eröffnung der ILA, eine Höhe von sechs Metern über dem Aufstiegspunkt.
1910 konstruierte er einen Doppeldecker und 1911 einen Tiefdecker, welche er beide als einer der ersten mit einem siebenzylindrigen Rotationsmotor ausstattete.
1912 gab Bruno Poelke seine berufliche Selbständigkeit auf und flog die neuen Typen verschiedener Flugzeugwerke ein.
1917 wurde der Flugpionier-Feldflieger erst als Fluglehrer in Darmstadt und anschließend an der Westfront eingesetzt. Vier Monate später traf ein Artilleriegeschoss seine Maschine. Ein Splitter verletzte ihn am Arm und Poelke rettete sich hinter die deutschen Linien.
Als nach dem Krieg die Siegermächte in Deutschland das Motorfliegen untersagten, ging Poelke unter die Segelflieger auf der Wasserkuppe. Mit seinem selbstgebauten „Rhönvogel“ war Poelke der erste, der ein Segelflugzeug mit nur einer Landekufe startete und sicher landete.
Poelke lebte jahrelang als Rentner in Bockenheim. Als 1970 Neil Armstrong nach Deutschland kam, drückte er auch Poelke die Hand. Sechs Wochen vor seinem Tod folgte der 92-Jährige noch einer Einladung französischer Flugveteranen nach Paris.
Ehrungen
In Frankfurt am Rebstockbad ist seit 1985 die Bruno-Poelke-Straße nach ihm benannt.